# Murder Ballads
A Murder Ballads a Nick Cave and the Bad Seeds kilencedik albuma, 1996-ból. Ahogy a cím is utal rá, minden dal egy-egy gyilkosságról szól, annak körülményeiről és következményeiről.
A Where the Wild Roses Grow duett Kylie Minogue-gal nagy siker lett, 1996-ban két ARIA díjat is kapott. A lemezen még több vendégzenész játszik, köztük PJ Harvey és Shane MacGowan. A lemez a mai napig az együttes legnagyobb kereskedelmi sikere, és szerepel az 1001 lemez, amit hallanod kell, mielőtt meghalsz című könyvben is.

## Az album dalai
|     | Cím                                                    | Szerző(k)                                                        | Hossz |
| --- | ------------------------------------------------------ | ---------------------------------------------------------------- | ----- |
| 1.  | Song of Joy                                            | Nick Cave                                                        | 6:47  |
| 2.  | Stagger Lee                                            | tradicionális; Nick Cave and The Bad Seeds                       | 5:15  |
| 3.  | Henry Lee (közreműködik PJ Harvey)                     | trad., Cave                                                      | 3:58  |
| 4.  | Lovely Creature                                        | Blixa Bargeld, Martyn P. Casey, Cave, Mick Harvey, Thomas Wydler | 4:13  |
| 5.  | Where the Wild Roses Grow (közreműködik Kylie Minogue) | Cave                                                             | 3:57  |
| 6.  | The Curse of Millhaven                                 | Cave                                                             | 6:55  |
| 7.  | The Kindness of Strangers                              | Cave                                                             | 4:39  |
| 8.  | Crow Jane                                              | Casey, Cave                                                      | 4:14  |
| 9.  | O'Malley's Bar                                         | Cave                                                             | 14:28 |
| 10. | Death Is Not the End                                   | Bob Dylan                                                        | 4:26  |

## Közreműködők

### The Bad Seeds
- Nick Cave – ének (1–10), zongora (1, 5, 8, 9), orgona (1, 2, 4, 6, 10), Hammond orgona (1), lövések (2), vonósok hangszerelése (5)
- Mick Harvey – basszusgitár (6, 9), gitár (2, 4, 5, 7, 10), akusztikus gitár (3, 5), orgona (3), szélorgona (4), Hammond orgona (8), vonósok hangszerelése (5), dob (1), háttérvokál (5), ütőhangszerek (9)
- Blixa Bargeld – gitár (1–8, 10), vokál (10), sikítás (2)
- Thomas Wydler – dob (3–7, 9, 10), vokál (10), csörgődob (8), maracas (2)
- Conway Savage – zongora (2–4, 7, 10), orgona (9), háttérvokál (5)
- Martin P. Casey – basszusgitár (1–5, 7, 8)
- Jim Sclavunos – dob (2, 8), ütőhangszerek (4, 10), csörgődob (6), harangok (5)

### Vendégek
- PJ Harvey – ének (3, 10)
- Terry Edwards – kürt (4)
- Katharine Blake – vokál (4)
- Kylie Minogue – ének (5, 10)
- Jen Anderson – hegedű (5)
- Sue Simpson – hegedű (5)
- Kerran Coulter – brácsa (5)
- Helen Mountfort – cselló (5)
- Hugo Race – gitár (6)
- Warren Ellis – hegedű (6), harmonika (6)
- Marielle Del Conte – vokál (7)
- Anita Lane – sírás (7), ének (10)
- Geraldine Johnston – vokál (8)
- Liz Corcoran – vokál (8)
- Shane MacGowan – ének (10)
- Brian Hooper – basszusgitár (10)

### The Mormon Tabernacle Choir(The Curse of Millhaven)
- Nick Cave
- Martyn P. Casey
- Conway Savage
- Thomas Wydler
- Warren Ellis
- Brian Hooper
- Spencer P. Jones
- Dave Graney
- Katharine Blake
- Clare Moore
- Rowland S. Howard
- James Johnston
- Ian Johnston
- Geraldine Johnston
- Astrid Munday